# Commission générale des pêches pour la Méditerranée
Pour les articles homonymes, voir CGPM.
La Commission générale des pêches pour la Méditerranée (CGPM) a été créée en 1949 par un accord international conclu en vertu de l'article XIV de la constitution de la FAO.
Sa zone de compétence est la Méditerranée, la mer Noire et les eaux adjacentes.
La principale fonction de la CGPM est la promotion du développement, de la conservation et de la gestion des ressources marines vivantes. 

## Membres
La CGPM compte 23 pays membres (Albanie, Algérie, Bulgarie, Chypre, Croatie, Egypte, Espagne, France, Grèce, Israël, Italie, Liban, Libye, Malte, Monaco, Roumanie, Slovénie, Syrie, Tunisie Turquie, ainsi que l'Union Européenne et le Japon) et six pays coopérant avec elles sans avoir signé d'adhésion (« coopérations parties non contractantes  » :  Bosnie-Herzégovine, Géorgie, Jordanie, Moldavie, Arabie Saoudite et Ukraine).

## Relations avec la Commission européenne
Les décisions prises par la Commission européenne, membre de la CGPM, en matière de conservation des ressources halieutiques peuvent être négociées avec les autres pays au travers de la CGPM. Ces négociations sont toutefois mentionnées comme pouvant être interminables, comme dans le cas du thon rouge.

## Exemple de décisions
La CGPM peut émettre des recommandations contraignantes et des résolutions. Les recommandations de la CGPM n'ont d'effet que si elles sont transposées dans la législation des États-membres. 
En 2016, les États-membres parviennent à un accord sur la nécessité fermer à la pêche au chalut de fond près de 1 500 km2 en Méditerranée pour protéger les poissons juvéniles.
En 2022, la CGPM crée dix zones de pêche à accès réglementé en Méditerranée et en mer Noire, portant sur 1,8 million de kilomètres carrés.